# Zonas Especiais de Interesse Social
Zonas Especiais de Interesse Social (ZEIS), também chamadas de Áreas Especiais de Interesse Social (AEIS) são áreas demarcadas no território de uma cidade, para assentamentos habitacionais de população de baixa renda (existentes ou novos). Devem estar previstas no Plano Diretor e demarcadas na Lei de Zoneamento, quando houver. Podem ser áreas já ocupadas por assentamentos precários, e podem também ser demarcadas sobre terrenos vazios. No primeiro caso, visam flexibilizar normas e padrões urbanísticos (como largura de vias, tamanho mínimo dos lotes, por exemplo) para, através de um plano específico de urbanização, regularizar o assentamento. No caso de áreas vazias, o objetivo é aumentar a oferta de terrenos para habitação de interesse social e reduzir seu custo.
Surgiu inicialmente no Recife - PE, na década de 80; foi adotada durante a década de 90 em Diadema - SP; e em 2001 foi incorporada ao Estatuto da Cidade, tornando-se um importante instrumento urbanístico para as cidades brasileiras.
Segundo a Prefeitura da Cidade do Recife, a definição de ZEIS é a seguinte:
Art. 17 - As Zonas Especiais de Interesse Social - ZEIS - são áreas de assentamentos habitacionais de população de baixa renda, surgidos espontaneamente, existentes, consolidados ou propostos pelo Poder Público, onde haja possibilidade de urbanização e regularização fundiária.
O Estatuto da Cidade inclui as ZEIS, pela primeira vez em legislação federal, como instrumentos de execução da Função Social da Propriedade , mas não as define. As ZEIS foram definidas também, no âmbito Federal, pela Lei 11.977/2009 e mais recentemente pela Lei 13.465/2017. Nesta última, a definição de ZEIS é:
Art. 18.  [...] 
§ 1o  [...] considera-se ZEIS a parcela de área urbana instituída pelo plano diretor ou definida por outra lei municipal, destinada preponderantemente à população de baixa renda e sujeita a regras específicas de parcelamento, uso e ocupação do solo. 
Como instrumentos de gestão do solo urbano e rural, as ZEIS podem adotar diversas especificações. O Conselho das Cidades, em sua Resolução Recomendada 34/2005 (alterada pela Resolução Recomendada 168/2014) define os seguintes casos de aplicação das ZEIS:
I - destinar áreas para assentamentos e empreendimentos urbanos e rurais de interesse social; 
II - demarcar os territórios ocupados pelas comunidades tradicionais, tais como as indígenas, quilombolas, ribeirinhas e extrativistas, de modo a garantir a proteção de seus direitos; 
III – demarcar as áreas sujeitas a inundações e deslizamentos, bem como as áreas que apresentem risco à vida e à saúde; 
IV - demarcar os assentamentos irregulares ocupados por população de baixa renda para a implementação da política de regularização fundiária; 
V - definir normas especiais de uso, ocupação e edificação adequadas à regularização fundiária, à titulação de assentamentos informais de baixa renda e à produção de habitação de interesse social, onde couber; 
VI - definir os instrumentos de regularização fundiária, de produção de habitação de interesse social e de participação das comunidades na gestão das áreas;
VII – demarcar as áreas de proteção, preservação e recuperação do meio ambiente natural e construído, do patrimônio cultural, histórico, artístico, paisagístico e arqueológico. 

Ver também
- Plano Diretor Municipal